# Gelasma magnipuncta
Gelasma magnipuncta là một loài bướm đêm trong họ Geometridae.